# مركز الكنه
مركز الكنه أحد المراكز الإدارية التابعة لمحافظة الطائف في منطقة مكة المكرمة.

## المركز
يبعد المركز عن محافظة الطائف 30 كيلو متر باتجاه الجنوب، نوع الطريق سهل. خدمات التعليم: يوجد في المركز مدرسة الكنه الابتدائية ومدرسة الكنه المتوسطة (بنين)، ومدرسة الرفايع لتعليم الكبار، ومدرسة الرفايع الابتدائية (بنات). ومركز الكنه للرعاية الصحية الأولية. بالإضافة لوجود مركز إداري وخدمة بريد.